# Kai Herdling
Kai Herdling (* 27. Juni 1984 in Heidelberg) ist ein ehemaliger deutscher Fußballspieler und heutiger -trainer. Der Stürmer stand mit zwei kurzzeitigen Unterbrechungen von 2002 bis 2016 bei der TSG 1899 Hoffenheim unter Vertrag.

## Karriere als Spieler
Herdling spielte in der Jugend für die SG Heidelberg-Kirchheim und die SpVgg Neckarsteinach. Zu Anfang der Saison 2002/03 wechselte er zur TSG 1899 Hoffenheim in die Regionalliga Süd. Ab der Saison 2005/06 lief Kai Herdling immer öfter nur noch für die in der Oberliga Baden-Württemberg spielenden zweite Mannschaft der TSG Hoffenheim auf und wurde in der Saison 2006/07 Oberliga-Torschützenkönig mit 26 Treffern. Durch seine vier Einsätze in der ersten Mannschaft war er 2007 an der Hoffenheimer Regionalliga-Vizemeisterschaft und dem damit verbundenen Aufstieg in die 2. Fußball-Bundesliga beteiligt.
Sein erstes Zweitligaspiel bestritt Herdling am 28. März 2008 beim 2:0 gegen den FC Augsburg. Sein erstes Tor in der 2. Bundesliga schoss er am 13. April 2008, als ihm der einzige Hoffenheimer Treffer bei der 1:2-Niederlage gegen Alemannia Aachen gelang.
Im Achtelfinale bzw. in der 3. Runde des DFB-Pokals 2003/04 schoss Herdling die TSG Hoffenheim ins Viertelfinale, als er zum 3:2 gegen Bundesligist Bayer 04 Leverkusen traf.
Kai Herdling wechselte zu Beginn der Saison 2008/09 zum Regionalligisten SV Waldhof Mannheim, ging aber zur Rückrunde zurück nach Hoffenheim. Herdling kam meist bei der zweiten Mannschaft in der Oberliga zum Einsatz, die er in der Saison 2009/10 mit 17 Toren in 33 Spielen zum Aufstieg in die Regionalliga schoss.
Seinen ersten Bundesligaeinsatz im Profikader der Hoffenheimer erhielt er am 7. März 2010 gegen den 1. FSV Mainz 05.
Am 16. April 2012 wechselte Herdling zunächst auf Leihbasis bis Juni 2012 mit der Option auf Verlängerung bis zum 31. Dezember 2012 zum US-amerikanischen MLS-Team Philadelphia Union, sein Debüt gab er dort gegen San José Earthquakes. Nach der Entlassung von Trainer Piotr Nowak entschied sich Herdling für eine Rückkehr.
Zur Saison 2013/14 wurde Herdling im Alter von 30 Jahren von Trainer Markus Gisdol in die erste Mannschaft befördert. Beim ersten Pflichtspiel der Saison im DFB-Pokal gegen die SG Aumund-Vegesack erzielte er nach Einwechslung einen Doppelpack.
Aufgrund guter Leistungen in der Hinserie der Saison 2013/14 wurde sein Vertrag am 29. Januar 2014 vorzeitig bis zum 30. Juni 2016 verlängert. Nach der Saison 2015/16 beendete Herdling seine aktive Karriere.

## Karriere als Trainer
Bereits während seiner Spielerkarriere war Herdling Co-Trainer von Frank Fröhling bei den C1-Junioren (U15) der TSG 1899 Hoffenheim. Er übte diese Tätigkeit ab der Saison 2009/10 bis zu seinem Wechsel in die USA im Frühjahr 2012 aus.
Nach seinem Karriereende wurde Herdling zur Saison 2016/17 neben Andreas Ibertsberger Co-Trainer von Marco Wildersinn bei der zweiten Mannschaft der TSG, die in der viertklassigen Regionalliga Südwest spielte. Nach zwei Spielzeiten übernahm er zur Saison 2018/19 die B2-Junioren (U16) als Cheftrainer.
Nachdem die Saison 2019/20 im Jugendbereich aufgrund der COVID-19-Pandemie abgebrochen worden war, übernahm Herdling gemeinsam mit dem bisherigen Co-Trainer Matthias Kaltenbach und dem U19-Trainer Marcel Rapp ab dem 31. Spieltag der Saison 2019/20 die Bundesligamannschaft von Alfred Schreuder bis zum Saisonende. Der Verein bezeichnete die Übergangsregelung als „Teamlösung“, bei der Kaltenbach als offizieller Cheftrainer geführt wurde. Das Trainerteam gewann 3 der letzten 4 Spiele und schloss die Saison auf dem 6. Platz ab, womit man sich direkt für die Europa League qualifizierte.
Zur Saison 2020/21 übernahm Herdling die B1-Junioren (U17), die in der B-Junioren-Bundesliga spielen. Anfang Oktober 2020 übernahm er nach der Freistellung von Marco Wildersinn die zweite Mannschaft. Im Juni 2022 wurde er in dieser Rolle von Vincent Wagner beerbt und sollte während seiner begonnenen Ausbildung zum Fußball-Lehrer eine neue Rolle bei der TSG einnehmen. Im April 2023 schloss er die Ausbildung mit der Pro Lizenz ab.
Im August 2024 übernahm Kai Herdling die Nachwuchsabteilung des SV Waldhof Mannheim als Sportlicher Leiter und soll in dieser Funktion auch dem dort im Aufbau befindlichen Nachwuchsleistungszentrum vorstehen.

## Erfolge
- 2007: Regionalligameister und Aufstieg in die 2. Bundesliga mit der TSG Hoffenheim
- 2007: Torschützenkönig der Oberliga Baden-Württemberg (TSG 1899 Hoffenheim II, 26 Tore)
- 2008: Aufstieg in die 1. Bundesliga (TSG 1899 Hoffenheim)
- 2011: Torschützenkönig der Regionalliga Süd (TSG 1899 Hoffenheim II, 19 Tore)